# لارا أوفييدو
لارا أوفييدو (بالإسبانية: Lara Oviedo)‏ هي لاعب هوكي الحقل أرجنتينية، ولدت في 12 أبريل 1988 في الأرجنتين.